# Mistrzostwa Ameryki Południowej w Piłce Siatkowej Mężczyzn 1995
XXI Mistrzostwa Ameryki Południowej w Piłce Siatkowej Mężczyzn odbyły się w brazylijskim mieście Porto Alegre między 7 a 10 września 1995 roku.
Tytułu sprzed dwóch lat bronili Brazylijczycy (odnieśli 14 kolejnych zwycięstw) i to oni po raz kolejny zdobyli mistrzostwo. Był to dwudziesty złoty medal mistrzostw Ameryki Południowej w historii brazylijskiej siatkówki.
Mistrz i Wicemistrz Ameryki Południowej 1995 otrzymał prawo do gry na Pucharze Świata 1995.

## System rozgrywek
Przed turniejem finałowym rozegrano eliminacje do finałów, w których uczestniczyło sześć drużyn narodowych. Do finałów awansowały dwa najlepsze zespoły. Udział w turnieju miały zagwarantowane reprezentacje gospodarzy i dotychczasowych Mistrzów (Brazylii) oraz Wicemistrzów (Argentyny).
W finałowym turnieju cztery reprezentacje znajdujące się w jednej grupie rozegrały ze sobą mecze w systemie każdy z każdym. Drużyny, które po rozegraniu wszystkich spotkań znalazły się na 1. i 2. miejscu w tabeli, rozegrały ze sobą mecz finałowy, którego zwycięzca zdobył tytuł mistrzowski. Drużyny z 3. i 4. miejsca po fazie grupowej rozegrały mecz o 3. miejsce w turnieju.
O kolejności w tabeli decydowały kolejno:
- liczba punktów,
- stosunek małych punktów,
- stosunek setów.

## Drużyny uczestniczące
| Reprezentacja                            | Miejsce w poprzednich mistrzostwach |
| ---------------------------------------- | ----------------------------------- |
| Automatycznie zakwalifikowane do finałów |                                     |
| Brazylia (obrońca tytułu, gospodarz)     | 1                                   |
| Argentyna (wicemistrz kontynentu)        | 2                                   |
| Uczestniczące w eliminacjach             |                                     |
| Boliwia                                  | ns.                                 |
| Chile                                    | 3                                   |
| Paragwaj                                 | 6                                   |
| Peru                                     | ns.                                 |
| Urugwaj                                  | 5                                   |
| Wenezuela                                | 4                                   |

ns.- nie startował

## Eliminacje

### Końcowa tabela
awans do turnieju finałowego
| Poz. | Reprezentacja |
| ---- | ------------- |
| 1    | Wenezuela     |
| 2    | Chile         |
| 3    | Boliwia       |
| 4    | Peru          |
| 5    | Urugwaj       |
| 6    | Paragwaj      |

## Turniej finałowy

### Faza grupowa
mecz finałowy
     mecz o 3. miejsce
| Poz. | Reprezentacja | Pkt | Mecze | Mecze | Mecze | Sety | Sety | Sety  |
| Poz. | Reprezentacja | Pkt | M     | Z     | P     | wyg. | prz. | ratio |
| ---- | ------------- | --- | ----- | ----- | ----- | ---- | ---- | ----- |
| 1    | Brazylia      | 6   | 3     | 3     | 0     | 9    | 1    | 9,000 |
| 2    | Argentyna     | 5   | 3     | 2     | 1     | 7    | -    | -     |
| 3    | Wenezuela     | 4   | 3     | 1     | 2     | 3    | 6    | 0,500 |
| 4    | Chile         | 3   | 3     | 0     | 3     | -    | 9    | -     |

| 7 września 1995 |

|  | Argentyna | 3:0 | Wenezuela |  |
|  |           | 3:0 |           |  |

|  | Brazylia | 3:0(15:2, 15:3, 15:4) | Chile |  |
|  |          | 3:0(15:2, 15:3, 15:4) |       |  |

| 8 września 1995 |

|  | Wenezuela | 3:0 | Chile |  |
|  |           | 3:0 |       |  |

|  | Brazylia | 3:1(15:5, 15:5, 12:15, 15:2) | Argentyna |  |
|  |          | 3:1(15:5, 15:5, 12:15, 15:2) |           |  |

| 9 września 1995 |

|  | Argentyna |  | Chile |  |
|  |           |  |       |  |

|  | Brazylia | 3:0(15:7, 15:6, 15:2) | Wenezuela |  |
|  |          | 3:0(15:7, 15:6, 15:2) |           |  |

### Finały

#### Mecz o 3. miejsce
| 10 września 1995 |

|  | Wenezuela | 3:0(15:9, 15:6, 15:5) | Chile |  |
|  |           | 3:0(15:9, 15:6, 15:5) |       |  |

#### Finał
| 10 września 1995 |

|  | Brazylia | 3:1(12:15, 15:12, 15:5, 15:3) | Argentyna |  |
|  |          | 3:1(12:15, 15:12, 15:5, 15:3) |           |  |

## Klasyfikacja końcowa
| Miejsce | Zespół    | Uwagi                       |
| ------- | --------- | --------------------------- |
|         | Brazylia  | Awans na Puchar Świata 1995 |
|         | Argentyna | Awans na Puchar Świata 1995 |
|         | Wenezuela |                             |
| 4       | Chile     |                             |
| 5       | Boliwia   | odpadły w kwalifikacjach    |
| 6       | Peru      | odpadły w kwalifikacjach    |
| 7       | Urugwaj   | odpadły w kwalifikacjach    |
| 8       | Paragwaj  | odpadły w kwalifikacjach    |